# Homophileurus luederwaldti
Homophileurus luederwaldti är en skalbaggsart som beskrevs av Ohaus 1910. Homophileurus luederwaldti ingår i släktet Homophileurus och familjen Dynastidae. Inga underarter finns listade i Catalogue of Life.